# 코미Po!
코미Po!란 만화 제작용 소프트웨어다. 일본의 소프트웨어 회사 Web Technology에 의해서 2010년 12월 15일 발매됐으며, 한국에서는 대원미디어가 2012년 11월 15일부터 오픈베타 서비스를 시작했다.
그리고 2016년 11월 11일 오전 12시부터 오늘닷컴 메인페이지에 서비스 종료예정 공지가 게시되었다. 기존 유저의 환불과 프로그램의 후속관리에 대해서는 추후에 발표한다고 발표한 상태이다.

## 목적
개발사가 밝힌 코미Po!의 모토는 "모든 사람에게 만화 표현을"이다. 만화가이기도 한 코미Po!의 개발자 다나카 케이이치(田中圭一)는 코미Po!에 대해서 "그림에 재능이 없는 사람도 만화로 표현할 수 있게 한다"라고 말했다. 그는 노래방의 등장으로 남 앞에서 노래를 부르는 게 부끄럽지 않은 일이 됐듯, 만화 제작을 도와주는 도구를 개발하면 누구나 만화를 창작할 수 있게 될 것이라고 생각했다고 한다. 따라서 코미Po!의 주된 목적은 만화가가 아닌 사람에 의한 만화의 창작이다. 실제로 코미Po!를 이용해서 감상을 목적으로하는 만화를 창작하는 사람들이 있으며, 일본에서는 코미Po!로 창작된 만화가 출간되기도 했다. 이 외에 관공서 홍보, 광고 등에 사용한 경우도 있다.

## 기능
코미Po!를 통해 사용자는 캐릭터를 만들 수 있으며, 제공된 소재와 캐릭터를 컷 안에 배치할 수 있다. 3D 캐릭터와 3D 아이템 외에도 말풍선, 배경이미지, 만화효과, 그림문자, 효과선, 사용자이미지, 사용자 3D 데이터, 스냅 소재 등을 컷에 배치할 수 있다. 여러 개의 컷을 통해서 하나의 페이지를 구성하며, 여러 페이지를 구성하여 한 편의 만화를 만들 수 있다.

### 캐릭터 작성 및 편집
코미Po!를 통해서 캐릭터를 만들 수 있으며, 캐릭터의 옷, 얼굴타입과 눈동자 색, 머리 스타일과 색, 추가 아이템(신발, 안경, 주름, 수염 등)을 설정할 수 있다. 머리스타일은 여성 캐릭터의 경우 11가지, 남성 캐릭터는 9가지의 종류가 있다. 남녀 캐릭터 각각 6가지의 얼굴 종류가 있다.

### 페이지 형성
8컷, 4컷, 2컷 등 다양한 페이지를 형성할 수 있다. 개별적인 컷의 크기와 개수를 사용자 임의로 조정 가능하다.

### 캐릭터의 배치 및 조정
편집된 캐릭터를 드래그해서 컷으로 옮길 수 있다. 또한 캐릭터의 방향을 회전 가능하며 시점을 줌인, 줌아웃할 수 있다. 캐릭터 외에도 3D 아이템, 말풍선, 배경이미지, 만화효과, 그림문자 등을 드래그하여 배치할 수 있다.

### 표정, 포즈, 아이템, 모델의 변경
옮겨 놓은 캐릭터의 포즈를 변경할 수 있는데, 걷는 모습, 뛰는 모습, 정지 상태, 앉거나 누운 동작 등으로 변경 가능하다. 또한 머리를 상하로 숙이거나 젖힐 수 있으며, 좌우로 회전할 수도 있고 기울게 조정할 수도 있다. 추가적으로 머리의 크기도 조정 가능하다.

### 사용자 이미지 불러오기, 사용자 3D 데이터 불러오기
기본 소프트웨어에서 제공하는 캐릭터와 아이템 외에도 사용자가 만든 3D 데이터나 이미지를 불러올 수도 있다.

### 이미지 출력
제작한 만화를 JPEG, PNG, PDF(PNG), PDF 등의 형식으로 저장할 수 있으며, 인쇄도 가능하다.

## 제공되는 콘텐츠
사용자는 코미Po!에서 제공하는 캐릭터, 아이템을 편집하여 만화를 제작할 수 있다. 기본 소프트웨어와 함께 제공되는 캐릭터나 아이템 외에 추가적으로 구매하여 사용할 수 있는 컬렉션이 존재한다. 일본의 경우 게임 이나 애니메이션과 관련된 콘텐츠들이 코미Po!에 제공되기도 한다. 일본에서 무료로 제공된 캐릭터가 한국에 배포되기도 한다.

### 기본 소프트웨어
기본 소프트웨어에는 30가지의 프리셋 캐릭터가 존재하며 이들 각각에 대한 편집도 가능하다. 이외에 추가로 구매 가능한 여름 교복, 비치 아이템, 스포츠웨어, 비즈니스 수트, RPG 코스튬 등의 컬렉션이 있다.

#### 프리셋 캐릭터
30가지의 프리셋 캐릭터가 기본 소프트웨어에서 제공된다. 프리셋 캐릭터는 다음과 같다. 코미포 겨울교복, 코미포 겨울교복G, 미소 겨울교복, 미소 겨울교복G, 가람 겨울교복, 가람 겨울교복G, 허선생 블라우스, 허선생 블라우스 G, 남선생 수트, 남선생 수트G, 겨울교복(남) 01~10, 겨울교복(여) 01~10.

#### 아이템
기본 소프트웨어에서 제공되는 아이템은 다음과 같다. 신발, 안경, 볼, 피부, 주름(입), 주름(볼), 주름(이마), 수염, 마스크, 포니테일, 트윈테일1,2, 가마 1,2,3, 코미포양헤어핀, 코미포양테일, 액세사리.

### 유료 컬렉션
기본 소프트웨어에서 제공되는 캐릭터나 아이템 외에 추가적으로 구매하여 사용 가능한 캐릭터나 아이템이 있다. 현재 8가지의 패키지가 제공되고 있다.

#### vol.1 사복(여) / 사복(남)
남성과 여성 캐릭터가 입을 수 있는 3종류의 복장이 제공된다. 각각의 복장마다 3종류의 패턴이 존재한다.

#### vol.2 여름 교복
겨울교복은 기본 소프트웨어에서 제공되지만 여름 교복은 구매하여야 한다. 남녀 각각 10가지 패턴의 하복이 존재한다

#### vol.3 비키니&서프팬츠+비치 아이템
수영복 파라다이스에서는 남녀 각각 12가지 종류의 수영복이 제공된다. 남성은 경기용 수영복, 줄무늬 수영복, 여성은 비키니, 원피스 수영복이다.

#### vol.4 수영복 파라다이스
수영복 파라다이스에서는 남녀 각각 12가지 종류의 수영복이 제공된다. 남성은 경기용 수영복, 줄무늬 수영복, 여성은 비키니, 원피스 수영복이다.

#### vol.5 체육복&스포츠웨어
남녀 각각 19가지의 스포츠웨어가 제공된다. 스포츠웨어는 학교 체육복이나 반팔, 반바지 차림의 캐주얼이다. 아이템으로는 호각, 허들, 보온병, 모자, 바통, 만국기 등이 제공된다.

#### vol.6 비즈니스 수트
남녀 각각 24가지의 정장, 유니폼이 제공된다.

#### vol.7 비즈니스 캐릭터 + 아이템
뚱뚱한 체형의 중년 남성 캐릭터와 승용차, 화물차, 서류가방, 금고, 파일 등의 아이템이 제공된다.

#### vol.8 RPG 코스튬
검투사 복장의

### 오늘닷컴
한국의 코미포 라이센스 발급처이자 동시에 공식 코미포 커뮤니티가 바로 ‘오늘닷컴’이다. 오늘닷컴에서 코미Po!를 다운받을 수 있으며, 오늘닷컴 내의 ‘만화인’이라는 페이지에 들어가면 자신이 제작한 만화를 다른 유저와 공유할 수 있다. 한 편으로 완결되는 단편만화와 연재만화를 올리는 게시판이 존재하며, 유저들은 댓글과 ‘좋아요’ 버튼으로 작품에 대한 선호를 표현한다. ‘작가관’은 작가들을 소개해놓은 페이지로서, ‘팬되기’버튼을 누르면 작가에 대한 선호를 표시할 수 있다. 오늘닷컴에서 작가는 '전설', '인기', '프로', '아마', '입문'의 단계로 나뉘며  현재(2015년 6월 18일) 4647명의 작가가 오늘닷컴에 등록돼있다.☃☃(입문 4518명, 아마 87명, 프로 23명, 인기 10명, 전설 9명) 현재(2015년 6월 18일)까지 1079편으로☃☃) 이 중 1000회 이상 조회된 만화는 단편 112편, 연재 208편으로 총 320편이다.국에서 코미Po!로 제작된 만화들이 공유되는 커뮤니티는 ‘오늘닷컴’이다. 오늘닷컴에서 코미Po!를 다운받을 수 있으며, 오늘닷컴 내의 ‘만화인’이라는 페이지에 들어가면 자신이 제작한 만화를 다른 유저와 공유할 수 있다. 한 편으로 완결되는 단편만화와 연재만화를 올리는 게시판이 존재하며, 유저들은 댓글과 ‘좋아요’ 버튼으로 작품에 대한 선호를 표현한다. ‘작가관’은 작가들을 소개해놓은 페이지로서, ‘팬되기’버튼을 누르면 작가에 대한 선호를 표시할 수 있다. 오늘닷컴에서 작가는 '전설', '인기', '프로', '아마', '입문'의 단계로 나뉘며  현재(2015년 6월 18일) 4647명의 작가가 오늘닷컴에 등록돼있다.(입문 4518명, 아마 87명, 프로 23명, 인기 10명, 전설 9명) 현재(2015년 6월 18일)까지 1079편) 이 중 1000회 이상 조회된 만화는 단편 112편, 연재 208편으로 총 320편이다.

### 일본 커뮤니티들
일본에서 코미Po!로 만든 만화는 comee와 같은 온라인 만화 공유 커뮤니티나 Puboo와 같은 e-book 판매 커뮤니티에 공유되고 있다. comee의 코미Po! 채널에는 269명의 작가가 작품을 연재했으며 현재(2015년 6월 18일)를 기준으로 1955개의 작품이 등록되어있다. 이 중에서 1000회 이상 조회한 만화는 총 931편이다. Puboo의 경우 대부분의 코미Po!작품들은 무료로 업로드되고 있으며 현재(2015년 6월 18일)을 기준으로 89개의 작품이 올라와있다.